# Красногородская волость (Опочецкий уезд)
Красногородская волость — административно-территориальная единица в составе Опочецкого уезда Псковской губернии, в том числе в РСФСР в 1924 — 1927 годах. Центром был приг. Красный.
В рамках укрупнения дореволюционных волостей губернии, новая Красногородская волость была образована в соответствии с декретом ВЦИК от 10 апреля 1924 года из упразднённых (дореволюционной) Красногородской, Покровской и части Матюшкинской волостей и разделена на сельсоветы: Горшановский, Граинский, Мызенский, Пограничный, Покровский. В конце 1925 года образован Поддубновский сельсовет, в январе 1927 года — Гавровский и Ночевский сельсоветы, в июле 1927 года — Вольный и Мозулевский сельсоветы.
В рамках ликвидации прежней системы административно-территориального деления РСФСР (волостей, уездов и губерний), Красногородская волость была упразднена в соответствии с Постановлением Президиума ВЦИК от 1 августа 1927 года, а её территория передана в состав новообразованного Красногородского района Псковского округа Ленинградской области.